# Silver Bridge
Die Silver Bridge (offiziell Ohio River Bridge) war eine Kettenbrücke über den Ohio River, welche die Orte Point Pleasant, West Virginia, und Gallipolis, Ohio, von 1928 bis zu ihrem Einsturz 1967 miteinander verband.

## Geschichte
Die General Corporation und die American Bridge Company konstruierten die zweispurige Hängebrücke, die nach den Vorgaben der American Society of Civil Engineers spezifiziert war. Sie war die erste Brücke ihrer Art in den USA. Die 681 m lange Brücke wurde am 30. Mai 1928 fertiggestellt und bekam ihren Namen aufgrund der erstmals verwendeten Aluminiumbeschichtung.

## Konstruktion der Silver Bridge

### Tragketten
Die Tragketten der Silver Bridge bestanden aus zusammenhängenden Zugstäben, sogenannten Augenstäben, die an ihren geschlossenen Augen durch Bolzen miteinander verbunden waren. Diese Art der Ausführung war zum Zeitpunkt der Fertigstellung bereits seit 100 Jahren erfolgreich umgesetzt worden. Bis dahin waren derartige Brücken immer mit vier- bis sechsfacher Redundanz ausgelegt worden, wie dies bei der von Isambard Kingdom Brunel konstruierten englischen Clifton Suspension Bridge von 1864 geschehen war. Diese sehr alte Hängebrücke wird nach wie vor befahren und beweist die konstruktive Zuverlässigkeit derartiger Brücken.
Die Tragketten der Silver Bridge waren lediglich mit zwei Stäben aus wärmebehandeltem einsatzgehärtetem Stahl ausgeführt, welche die doppelte Zugfestigkeit gewöhnlicher Stähle besaßen. Der Bruch einer der Stangen kann dabei zu einer schlagartigen Überbeanspruchung der anderen Stange führen. Bei Tragketten mit geringer Redundanz ist daher die Sicherheit hochgradig von der einwandfreien Fertigung und Montage der Bauteile abhängig.

### Stützpfeiler
Die Pylone waren als 40 m hohe Schwingpfeiler ausgelegt, die an ihrem Sockel nicht starr mit dem Fundament verbunden waren. Damit konnte die Brücke Lastwechsel, Schwingungen und Temperaturschwankungen abfedern, ohne die Hängeketten zu überlasten. Die beiden Pylone benötigten infolgedessen die Hängeketten an beiden Seiten als Halterung, weshalb ein Bruch in einer der Tragketten zum Versagen der gesamten Brücke führte.

### Lastannahme
Zur Zeit der Konstruktion wog ein typischer Familienwagen wie der Ford Modell T etwa 680 kg. Das maximale zulässige Gesamtgewicht eines Lastkraftwagens betrug ungefähr 9.000 kg. 40 Jahre später, zum Zeitpunkt des Brückeneinsturzes, belief sich das Fahrzeuggewicht eines fabrikneuen Ford Mustangs bereits auf das Doppelte, nämlich 1.400 kg, und große US-amerikanische Lkw wogen bis zu 27.000 kg. Auch die Verkehrsdichte hatte sich in dem Zeitraum vervielfacht.

## Einsturz

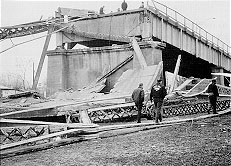
Brücke nach dem Einsturz

Am 15. Dezember 1967 um 17:04 Uhr kollabierte die Silver Bridge. Wegen des dichten Feierabendverkehrs befanden sich zum Zeitpunkt des Unfalls 37 Fahrzeuge auf der Brücke, von denen 31 in den Ohio River stürzten. 46 Menschen starben, neun wurden schwer verletzt.

### Unfallanalyse
Die vierjährige Untersuchung der Trümmer benannte einen Spaltbruch an der Zugstange 330 aufgrund eines unentdeckten Fabrikationsfehlers als Ursache der Katastrophe. Ein geringfügiger Gefügefehler führte durch Korrosion und Materialermüdung zum Versagen des Augenstabs. Weil die Tragketten aus nur zwei Zugstäben aufgebaut waren, kam es nach dem Bruch des ersten Augenstabs zu einer plötzlichen Überbelastung des zweiten, was zum Versagen der Tragkette führte und in Form einer Kettenreaktion die ganze Brücke kollabieren ließ.

### Folgewirkung
Präsident Lyndon B. Johnson verfügte als Reaktion auf das Unglück eine landesweite Überprüfung aller Brücken auf ihre Betriebssicherheit. 1800 Brücken hatten derzeit bereits ein Betriebsalter von über 40 Jahren, von denen 1100 noch auf die Belastung eines Ford Model-T spezifiziert waren. Der Zusammenbruch der Silver Bridge führte auf diese Weise zu verbesserten Materialprüfungen, protokollierten Regelinspektionen und letztendlich zum Abriss einiger älterer Brücken.
Der Bau der Silver Memorial Bridge wurde am 8. Februar 1968 von Lyndon B. Johnson verkündet und exakt zwei Jahre nach dem Unglück am 15. Dezember 1969 fertiggestellt.
Der Brückeneinsturz wurde mit Erscheinungen der Sagengestalt Mothman in Zusammenhang gebracht, die vom Journalisten John A. Keel in seinem 1975 erschienenen Buch The Mothman Prophecies aufgezeichnet wurden. Auf ihnen basiert auch der Film Die Mothman Prophezeiungen von 2002.